# Wilder Berg bei Seelow
Das Naturschutzgebiet Wilder Berg bei Seelow liegt im Landkreis Märkisch-Oderland in Brandenburg.
Das Gebiet mit der Kenn-Nummer 1607 wurde mit Verordnung vom 1. November 2005 unter Naturschutz gestellt. Das 82,3 ha große Naturschutzgebiet erstreckt sich südöstlich von Seelow und nordwestlich von Friedensthal, einem Ortsteil der Gemeinde Lindendorf. Nördlich des Gebietes verläuft die B 1 und westlich die B 167.